# Espaldarazo

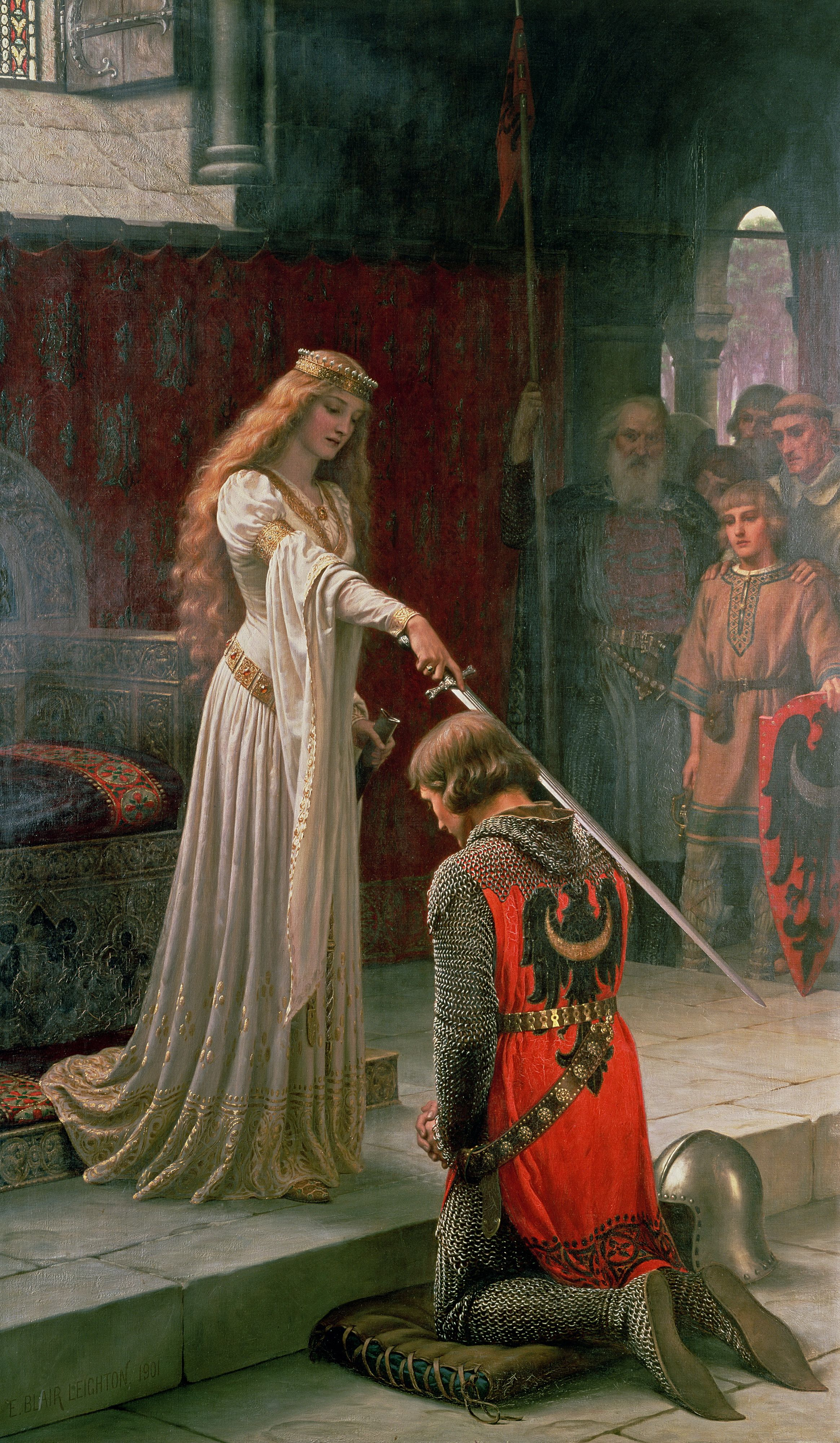
El espaldarazo, de Edmund Blair Leighton.

En la Edad Media, el espaldarazo era el acto central en el rito de las ceremonias de iniciación que conferían la dignidad de caballero.

## Ceremonia
El espaldarazo es una ceremonia para otorgar título de caballero que puede tomar muchas formas, incluyendo, por ejemplo, el toque con la parte plana de una espada en el hombro de un candidato o un abrazo en el cuello.
En el primer ejemplo, el "caballero electo" se arrodilla frente al monarca en un taburete de caballero cuando se realiza la ceremonia. En primer lugar, el monarca coloca la parte plana de la hoja de la espada en el hombro derecho del galardonado. A continuación, levanta la espada sólo ligeramente por encima de la cabeza del aprendiz y la coloca luego sobre el hombro izquierdo. Entonces el nuevo caballero se levanta después de haber sido promovido y el rey o la reina le presenta con la insignia de la Orden a la que ha sido incorporado.

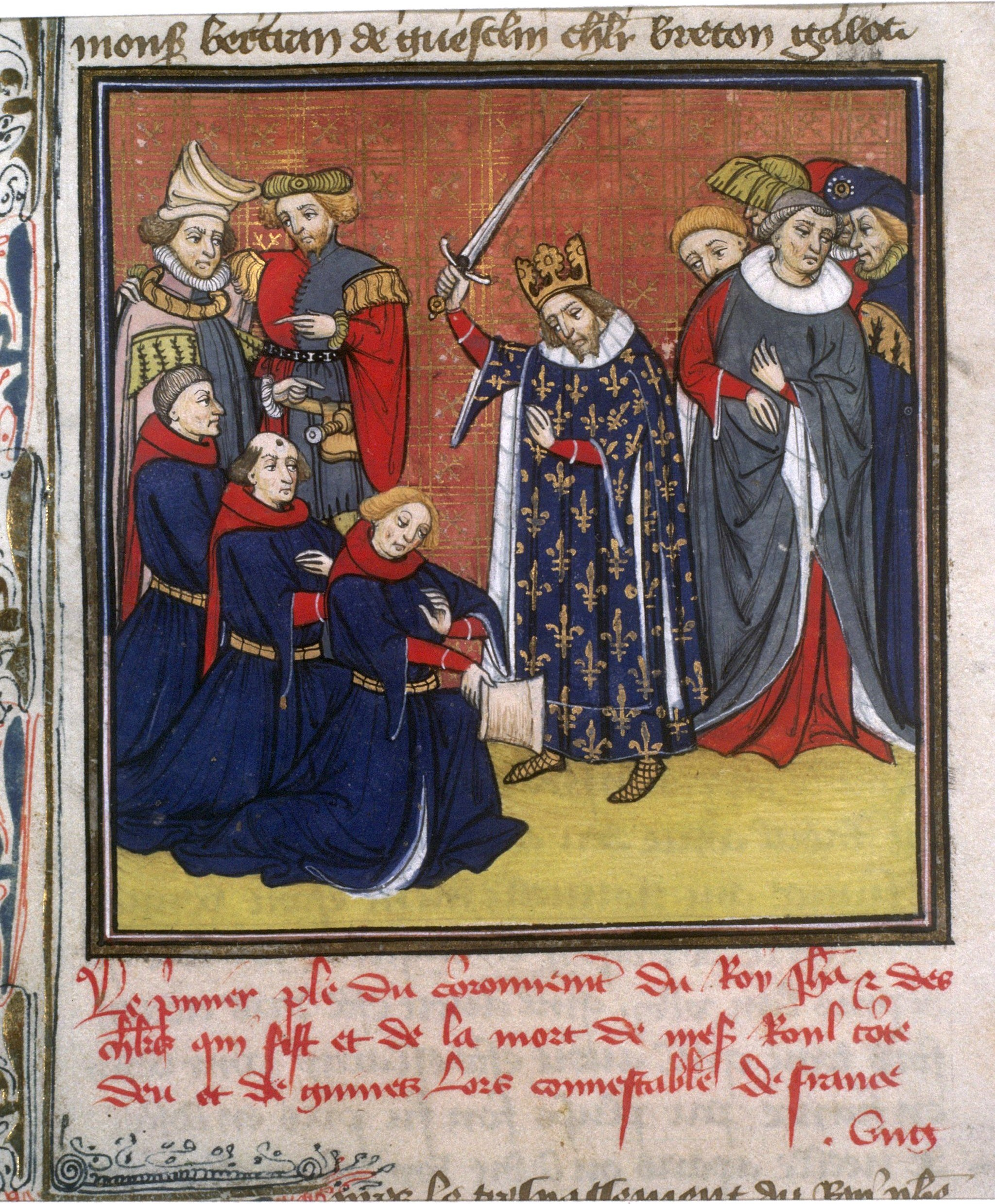
El rey Juan II de Francia en la ceremonia del "doblaje", miniatura de comienzos del.

Hay cierto desacuerdo entre los historiadores en la ceremonia propiamente dicha y qué métodos podrían haber sido utilizados en según qué periodos de tiempo. Podría haber sido un abrazo o un ligero golpe en el cuello o la mejilla. La historia registra que Guillermo el Conquistador utilizó el golpe en la ceremonia del espaldarazo de su hijo Enrique.
El golpe, al principio, se daba con el puño desnudo. Era un fuerte golpe en la oreja que era recordado siempre. Más tarde fue sustituido por un golpe suave con la parte plana de la espada contra el costado del cuello. Después se desarrolló la costumbre de tocar, ya sea en el hombro derecho o izquierdo, o de ambos, que sigue siendo la tradición en Gran Bretaña hoy en día.